# Zenzl Mühsam

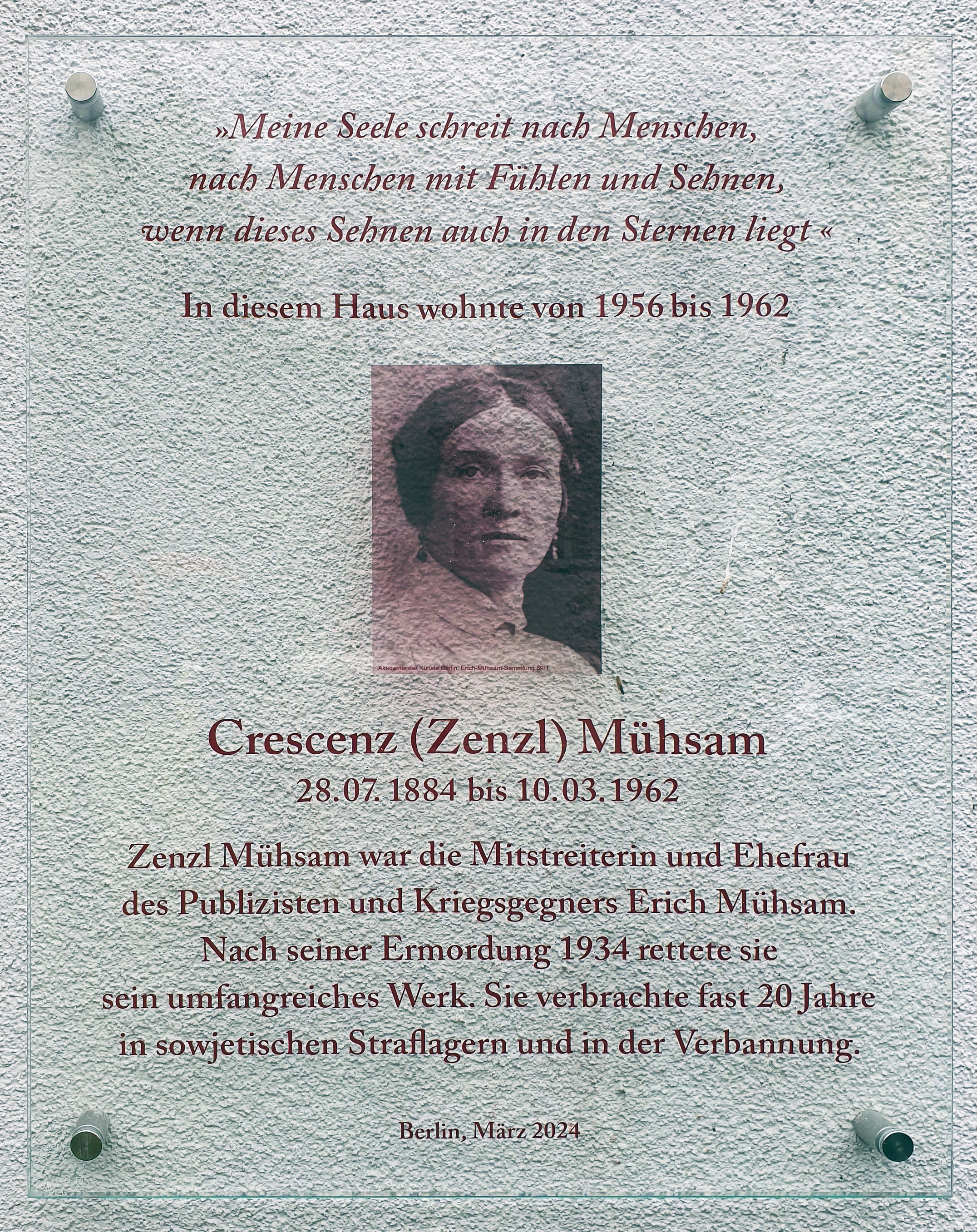
Gedenktafel am Haus, Binzstraße 17, in Berlin-Pankow (2024)

Zenzl Mühsam, auch Creszentia Mühsam, geboren als Kreszentia Elfinger (* 27. Juli 1884 in Haslach bei Au in der Hallertau; † 10. März 1962 in Ost-Berlin), war eine deutsche Anarchistin. Sie war an den Kämpfen um die Münchner Räterepublik an der Seite ihres Mannes Erich Mühsam beteiligt.

## Leben und Wirken
Zenzl Mühsam war das fünfte Kind der Holledauer Gastwirte und Hopfenbauern Creszentia und Augustin Elfinger. Sie wuchs mit fünf Brüdern und einer Schwester auf und erhielt die damals auf dem Land übliche einfache Schulbildung. Als sie acht Jahre alt war, starb ihre Mutter.
Anfang des 20. Jahrhunderts trat sie in München eine Stelle als Dienstmädchen an. Sie wechselte häufig ihren Arbeitsplatz, was damals sehr ungewöhnlich war. Mit 17 Jahren bekam sie einen Sohn. Um weiterarbeiten zu können, gab die ledige Frau das Kind ihrer Mutter zur Pflege.
Sie bewegte sich in der Münchner Kunstszene und lernte dort den Anarchisten Erich Mühsam kennen, eine wichtige Figur der Münchner Bohème. Am 15. September 1915 heirateten die beiden. Die Ehe mit Mühsam blieb kinderlos.
1918 war Erich Mühsam einer der führenden Köpfe der Münchner Räterepublik, auch Zenzl Mühsam war daran beteiligt. Nach deren Niederschlagung saß ihr Mann in Festungshaft. Zenzl Mühsam versorgte ihn mit Essen, Kleidern und Literatur, kritisierte die Haftbedingungen und setzte sich für eine Amnestie der Räterevolutionäre ein. Sie war Mitgründerin der Roten Hilfe Deutschlands, hielt Vorträge und sammelte Geld für die politische Sache.
In den Zwanzigerjahren zogen Zenzl und Erich Mühsam nach Berlin. Im März 1933 wurde Erich Mühsam im Konzentrationslager Oranienburg interniert, seine Frau konnte ihn nicht retten. Nach seiner Ermordung im Juli 1934 drohte der Anarchistin Zenzl Mühsam die Verhaftung durch die Gestapo. Am 16. Juli, dem Tage seiner Beerdigung, flüchtete sie nach Prag. Dabei half ihr die amerikanische Journalistin Dorothy Thompson. Als sie von dort versuchte, Erichs Tagebücher oder anderes veröffentlichen zu lassen, fand sich kein Verleger. Auch ihre Freundin Meta Kraus-Fessel konnte ihr nicht helfen. In Prag litt sie an Depressionen. Nur von der ihr persönlich bekannten Jelena Stassowa, der Vorsitzenden der MOPR, kamen wiederholte Einladungen. Ihre Freunde warnten sie vor der Hilfe der Kommunisten. Da erhielt sie die Versprechung, dass man sich in Moskau um das Werk Mühsams als eines Nazi-Opfers kümmern würde. Am 8. August 1935 reiste sie für drei Monate nach Moskau, nachdem sie in Prag ein Versprechen der Moskauer „Verlagsgenossenschaft ausländischer Arbeiter“ erhalten hatte, einen ersten Band mit Gedichten Mühsams zu veröffentlichen.
Doch Mühsam geriet in die Kämpfe zwischen Anarchisten und Kommunisten. Gegenüber ihrem verstorbenen Mann herrschte eine misstrauische Haltung, weil er die kommunistischen Funktionäre kritisiert hatte. Am 23. April 1936 wurde sie in Moskau unter dem von der Geheimpolizei frei erfundenen Vorwurf der „konterrevolutionären trotzkistischen Tätigkeit“ bezichtigt. Sie wurde verhaftet und in der Moskauer Lubjanka inhaftiert. Es folgten Änderungen der Anklagepunkte, Freilassung unter Aufenthaltsverbot für Moskau und Leningrad und eine erneute Verhaftung im November 1938 mit einer Verurteilung gemäß Artikel 58 des Strafgesetzbuches der RSFSR am 11. September 1939 wegen „Zugehörigkeit zu einer konterrevolutionären Organisation und wegen konterrevolutionärer Agitation“ zu acht Jahren Arbeitslager. Diese Strafe verbüßte sie im Lager Potma in der Mordwinischen Republik. Im November 1946 entließ man sie, verhinderte aber ihre Heimreise nach Deutschland und setzte sie völlig mittellos in einen Zug nach Nowosibirsk. 1949 wurde sie erneut inhaftiert und „auf ewig“ in das Dorf Ust-Tarka in der Oblast Nowosibirsk verbannt, wo sie in einer Lehmhütte leben musste.
Erst 1954 kam sie frei, nach dem Tod von Stalin. Sie wollte zurück in ihre bayerische Heimat, durfte aber nur in die DDR ausreisen, wo sie die letzten acht Lebensjahre verbrachte. Bis dahin hatte sie fast 20 Jahre in sowjetischen Straflagern und Verbannung verbracht. In Ostberlin erhielt sie eine Ehrenrente, die Verdienstmedaille der DDR, den Vaterländischen Verdienstorden und eine kleine Wohnung. Sie musste sich jedoch verpflichten, über ihre Zeit in der Sowjetunion zu schweigen.
1962 starb Zenzl Mühsam im Alter von 77 Jahren in Ost-Berlin an Lungenkrebs.

## Ehrungen und Auszeichnungen
1959 wurde Zenzl Mühsam anlässlich ihres 75. Geburtstages mit dem Vaterländischen Verdienstorden in Silber ausgezeichnet.

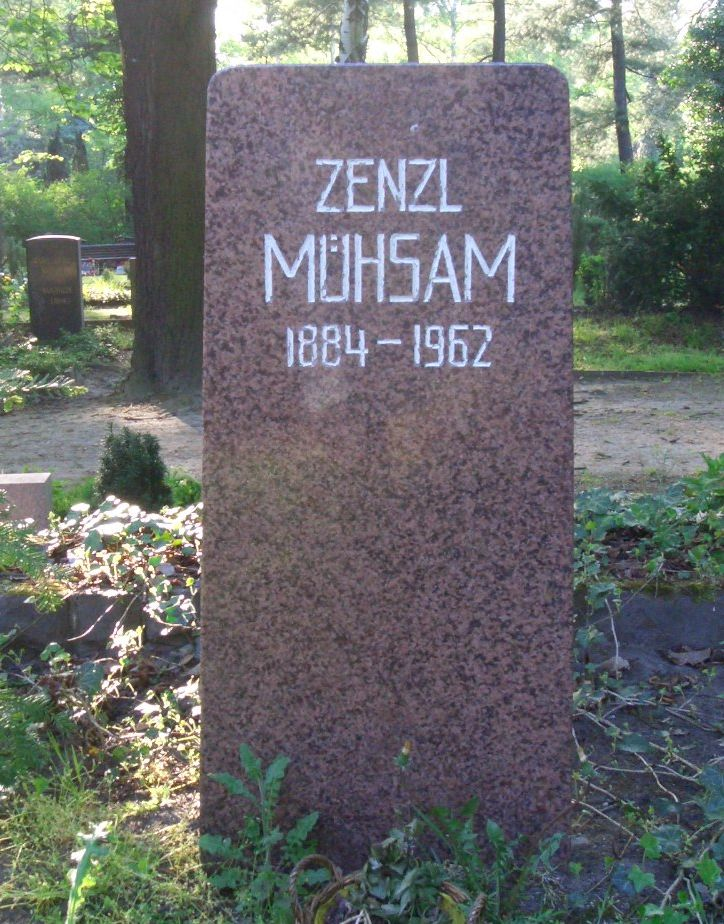
Grabstein auf dem Zentralfriedhof Friedrichsfelde (2007)
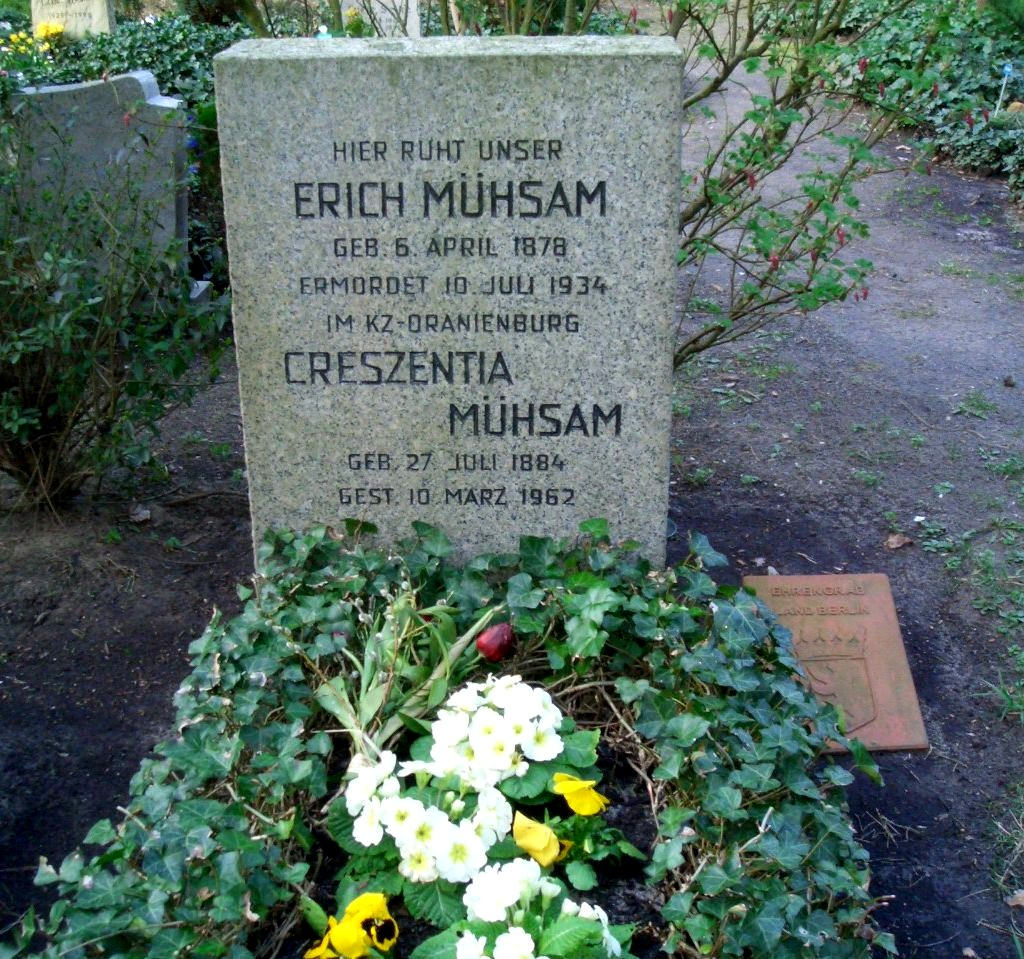
Grabstein auf dem Waldfriedhof Dahlem (2008)

Sie erhielt ein Ehrengrab in der Grabanlage „Pergolenweg“ des Zentralfriedhofs Friedrichsfelde. Nach dem Ende der DDR wurde ihre Urne im Herbst 1992 in das Ehrengrab Erich Mühsams auf dem Waldfriedhof Dahlem übergeführt – veranlasst durch Rationalisierungsmaßnahmen der Friedhofsverwaltung und die Auffassung des Berliner Senats, „dass nur die Teilung der Stadt eine gemeinsame Grabstätte bis dato verhindert hatte“. Der Grabstein auf dem Zentralfriedhof existiert weiter (Stand 2021).
Im Januar 2020 wurde in München-Neuperlach eine Straße nach ihr benannt. Ein Saal im Erdgeschoss der Seidlvilla am Nikolaiplatz wurde ebenfalls nach ihr benannt.

## Schriften (Auswahl)
- Uschi Otten, Chris Hirte (Hrsg.): Zenzl Mühsam: Eine Auswahl aus ihren Briefen. Erich-Mühsam-Gesellschaft, Lübeck 1995, ISBN 3-931079-11-2.
- Der Leidensweg Erich Mühsams. Mit einem Vorwort von Werner Hirsch. Mopr-Verlag, Zürich 1935, DNB 992708826.

## Rezeption
- 1998, Uschi Otten: In drei Monaten bin ich wieder in Prag. Feature, SFB/ORB sowie Deutschlandradio Berlin. Regie Barbara Plensat („Die Lebensgeschichte Zenzl Mühsams“)
- 1982, Irina Liebmann: Sie müssen jetzt gehen, Frau Mühsam. In: Deutschlandfunk. 27. Januar 2015, abgerufen am 16. Februar 2023 (Hörspiel, ursprünglich DDR-Rundfunk, 1982. Regie Barbara Plensat, Komposition Rolf Zimmermann. Mit Thomas Kästner, Katja Paryla, Franziska Troegner, Gabriele Zion).